# Karel Bořivoj Presl

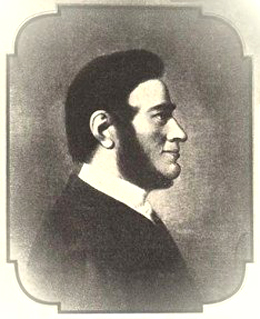
Karel Bořivoj Presl

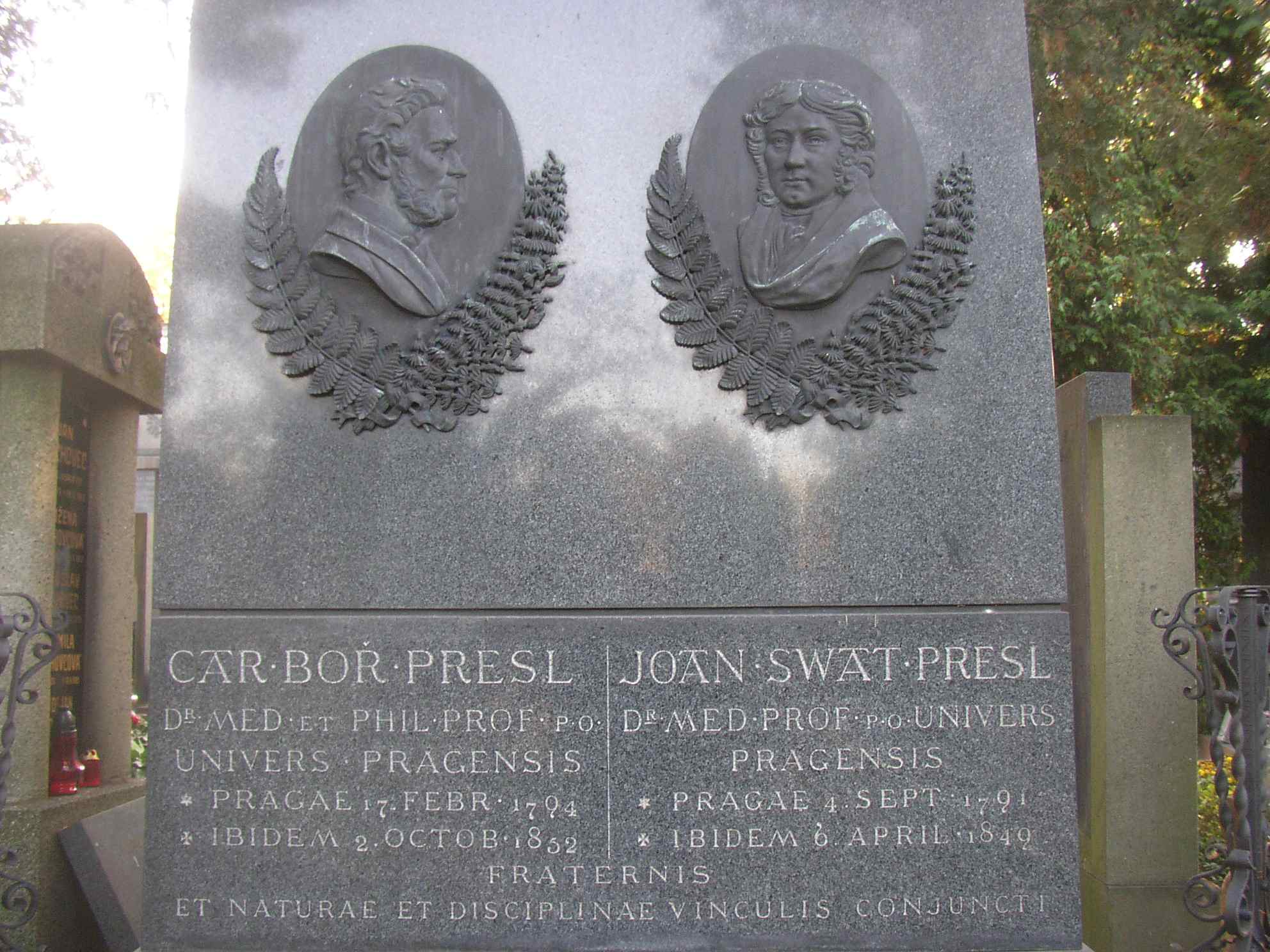
Grabstein der Brüder Jan Svatopluk und Karl Bořiwog Presl.

Karel Bořivoj Presl (* 17. Februar 1794 in Prag; † 8. Oktober 1852 ebenda) war ein böhmischer, k. k. österreichischer Botaniker. Sein erster Vorname wird auch Carl oder Carel bzw. Carolus geschrieben, sein zweiter Vorname kommt auch in der Schreibweise Bořiwog, Boriwog, Boriwag vor. Sein offizielles botanisches Autorenkürzel lautet „C.Presl“; früher war auch das Kürzel „K.B. Presl“ in Gebrauch.

## Leben
Presl war Professor der Naturgeschichte und Technologie an der Universität Prag. Sein Bruder Jan Svatopluk Presl (1791–1849) war Professor der Zoologie und Mineralogie. Seine Mutter war Maria Theresia Anna Presl,  geb. Straka. C. Presl ehrte sie mit den Namen der Pflanzengattung Strakaea C.Presl aus der Familie der Osterluzeigewächse (Aristolochiaceae). Maria Theresia Anna Presl hatte zwei Söhne und vier Töchter.

## Ehrungen
Ihm und seinem Bruder Jan Svatopluk Presl  zu Ehren wurde die Gattung Preslia Opiz der Pflanzenfamilie der Lippenblütler (Lamiaceae) und die Gattung Preslianthus Iltis & Cornejo aus der Familie der Kaperngewächse (Capparaceae) benannt.
Auch die seit 1914 erscheinende Zeitschrift Preslia ist nach den beiden Brüdern benannt.
1837 wurde er zum Mitglied der Leopoldina gewählt.
Seit 1838 war Presl korrespondierendes Mitglied der Preußischen Akademie der Wissenschaften.

## Schriften
- mit Jan Svatopluk Presl: Flora Čechica. Prag 1819 (Digitalisat)
- Reliquiae Haenkeanae… (1825–1835).
- Karl Bořiwog Presl: Flora sicula, exhibens plantas vasculosas in Sicilia… 1826.
- Symbolae botanicae… (1830–1858).
- Prodromus monographiae Lobeliacearum… 1836.
- Tentamen pteridographiae. 1836 (Suppl. 1845).
- Hymenophyllaceae. 1843.
- Epimeliae botanicae. 1851.